# Comilla Sadar Dakshin
Comilla Sadar Dakshin è un sottodistretto (upazila) del Bangladesh situato nel distretto di Comilla, divisione di Chittagong. Si estende su una superficie di 241,66 km² e conta una popolazione di 427.391  abitanti (censimento 2011).